# 262
262（二百六十二、二六二、にひゃくろくじゅうに）は、自然数または整数において、261の次で263の前の数である。

## 性質
- 262は合成数であり、約数は1, 2, 131, 262 である。
  - 約数の和は396。
    - 約数関数から導き出される数列 {\displaystyle a_{n}=\sigma (a_{n-1})} はその初期値によって異なる数列になる。異なる数列になる25番目の初期値(最小の値)を表す数である。1つ前は243、次は303。(ただし1を除く)(オンライン整数列大辞典の数列 A257348)

  - 200番目の不足数である。1つ前は261、次は263。
- 84番目の半素数である。1つ前は259、次は265。
- 36番目の回文数である。1つ前は252、次は272。
- 各位の和が10になる26番目の数である。1つ前は253、次は271。
- 262 = 12 + 62 + 152 = 92 + 92 + 102
  - 3つの平方数の和2通りで表せる63番目の数である。1つ前は259、次は267。(オンライン整数列大辞典の数列 A025322)
  - 262 = 12 + 62 + 152
    - 異なる3つの平方数の和1通りで表せる78番目の数である。1つ前は260、次は264。(オンライン整数列大辞典の数列 A025339)
- n = 262 のとき n と n − 1 を並べた数を作ると素数になる。n と n − 1 を並べた数が素数になる30番目の数である。1つ前は244、次は264。(オンライン整数列大辞典の数列 A054211)

## その他 262 に関連すること
- 般若心経は262文字よりなる。
- 年始から数えて262日目は9月19日。
- 第262代ローマ教皇は、パウロ6世（在位：1963年6月21日～1978年8月6日）である。
- ISO 3166-1（JIS X 0304 国名コード）の262は、ジブチ。
- 国際電話番号の262は、レユニオン。
- H.262は、動画圧縮の規格。
- スカパー!のCh262は、シアター・テレビジョン。
- メジャーリーグベースボールのシーズン安打数記録は、イチロー（シアトル・マリナーズ）の262本。
- ノール262は、フランスのノール・アビアシオン（アエロスパシエルの前身のひとつ）が開発した旅客機。
- あさひ(JDS  Asahi, DE-262)は、海上自衛隊のあさひ型護衛艦 (初代)一番艦。前身はアメリカ海軍の護衛駆逐艦 アミック(USS Amick, DE-168)。
- マクダーマット(USS McDermut, DD-262)は、アメリカ海軍の駆逐艦。
- キャンフィールド(USS Canfield, DE-262)は、アメリカ海軍の護衛駆逐艦。
- マスケランジ(USS Muskallunge, SS-262)は、アメリカ海軍の潜水艦。
- U153 プルィルークィは、ウクライナ海軍のミサイル艇。建造時の名称はR-262。
- メッサーシュミット Me262は、第二次世界大戦時のドイツ空軍の戦闘爆撃機。